# Рёс, Франц
Франц Рёс (нем. Franz Rös, род. 25 декабря 1920 года, Бад-Херсфельд) — военный деятель ГДР, генерал-майор ННА (1978 год)

## Биография
Из семьи ткача. По специальности ткач. В 1939—1945 годах служил в вермахте, в частях ПВО. В 1945 году в звании унтер-офицера попал в советский плен. В том же году стал членом КПГ. 15 ноября 1945 года вступил в полицию. В 1945—1947 годах служил полицейским в Зоммерда. В 1947—1948 годах был руководителем отдела кадров Инспекции Народной полиции Тюрингии (Referatsleiter für Kader bei der Volkspolizeiinspektion (VP-Inspektion) Thüringen). В 1948—1949 годах командовал 6-й Инспекцией НП Тюрингии (Kommandeur der 6. VP-Inspektion Thüringen). В 1949—1950 годах служил командиром роты в Школе Народной Полиции в Наумбурге. В 1950—1952 годах руководил 1-й Командой Дежурной части Вайссенфельс (Kommandeur des 1. Kommandos der VP-Bereitschaft Weißenfels). В 1953 году проходил обучение на курсах в Высшей Офицерской школе КНП (будущей Военной Академии ННА имени Фридриха Энгельса). В 1953—1954 годах возглавлял команду КНП в Пиннове (Укермарк). В 1954 году короткое время был заместителем командира по боевой подготовке в команде КНП Пренцлау (Stellvertretender Kommandeur für Ausbildung des KVP-Kommandos Prenzlau). В 1954—1956 годах снова возглавлял команду КНП в Пиннове. После того как 1 марта 1956 года была образована Национальная Народная Армия, Рёс получил должность начальника по боевой подготовке в 9-й танковой дивизии. 1 сентября 1958 года он в ранге полковника возглавил 7-ю танковую дивизию в Дрездене. В 1961 году короткое время был слушателем на курсах при Военной Академии ННА имени Фридриха Энгельса. В 1961—1965 годах был первым заместителем командира 11-й МСД в Галле. В 1965—1967 годах проходил обучение в Военной Академии ННА имени Фридриха Энгельса, которую окончил с дипломом военного специалиста. В 1967—1969 годах служил заместителем начальника управления призывного района Галле (Stellvertretender Chef für territoriale Arbeit des Wehrbezirkskommandos Halle). В 1969—1974 годах был начальником штаба и заместителем начальника управления призывного района Галле (Stellvertretender Chef und Chef des Stabes des Wehrbezirkskommandos Halle). В 1974—1982 годах сам возглавлял управление призывного района Галле. 7 октября 1978 года ему было присвоено звание генерал-майора. 31 января 1982 года уволен в отставку.

## Воинские звания
- Генерал-майор — 7 октября 1978 года

## Избранные награды
- Орден За заслуги перед Отечеством в серебре
- Военный орден За заслуги перед Народом и Отечеством в золоте